# 10. Sinfonie (Haydn)
Die Sinfonie D-Dur Hoboken-Verzeichnis I:10 komponierte Joseph Haydn um 1758 bis 1760.

## Allgemeines

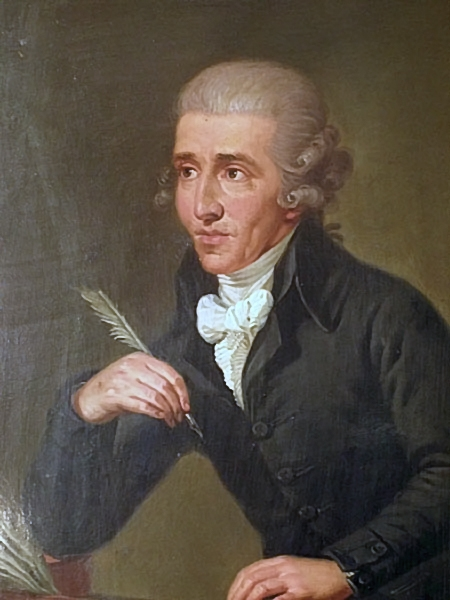
Joseph Haydn (Gemälde von Ludwig Guttenbrunn, um 1770)

Die Sinfonie Hoboken-Verzeichnis I:10 D-Dur komponierte Joseph Haydn um 1758 bis 1760 während seiner Anstellungszeit beim Grafen Morzin. Die Sinfonie entspricht dem damals häufigen (frühklassisch-italienischen) Typus mit drei Sätzen, wobei der strukturelle Schwerpunkt auf dem ersten Satz liegt, der zweite Satz nur für Streicher gehalten ist und der letzte Satz als „Kehraus“ einen leichten Charakter hat.
Bemerkenswert sind die plötzlichen dynamischen Wechsel von Forte und Piano in den Ecksätzen.

## Zur Musik
Besetzung:  zwei Oboen, zwei Hörner, zwei Violinen, Viola, Cello, Kontrabass. Zur Verstärkung der Bass-Stimme wurde damals auch ohne gesonderte Notierung ein Fagott eingesetzt. Über die Beteiligung eines Cembalo-Continuos in Haydns Sinfonien bestehen unterschiedliche Auffassungen.
Aufführungszeit:  ca. 10 bis 12 Minuten (je nach Einhalten der vorgeschriebenen Wiederholungen).
Bei den hier benutzten Begriffen der Sonatensatzform ist zu berücksichtigen, dass dieses Schema in der ersten Hälfte des 19. Jahrhunderts entworfen wurde (siehe dort) und von daher nur mit Einschränkungen auf die Sinfonie Nr. 10 übertragen werden kann. – Die hier vorgenommene Beschreibung und Gliederung der Sätze ist als Vorschlag zu verstehen. Je nach Standpunkt sind auch andere Abgrenzungen und Deutungen möglich.

### Erster Satz: Allegro
D-Dur, 4/4-Takt, 90 Takte

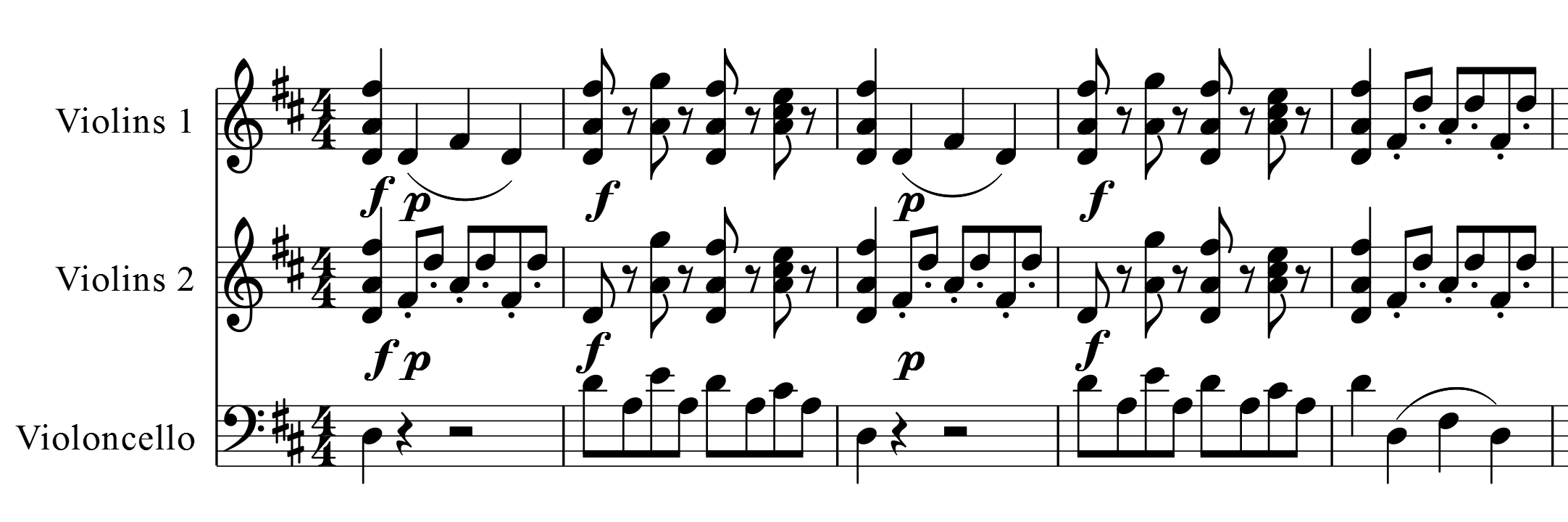
Beginn des Allegro

Das erste „Thema“ besteht aus kontrastierenden Elementen: Nach dem eröffnenden, grundierenden Forte-Akkordschlag des ganzen Orchesters spielt die 1. Violine piano und legato ein Dreitonmotiv, begleitet im Staccato von der 2. Violine. Der zweite Takt weist eine durch Achtelpausen getrennte Forte-Akkordfolge mit durchgehender Achtelbegleitung auf. Dieses zweitaktige „Kontrastmotiv“ (Takt 1 und 2) wird wiederholt (Takt 3 und 4). Die Takte 5 bis 8 bilden eine Variante von Takt 1: Auf den grundierenden Akkordschlag folgt – durchgehend forte – das Legato-Dreitonmotiv in Horn, Bass und Viola, während die beiden Violinen die Staccatofigur aufgreifen.
In Takt 8 folgt eine virtuos-„brillante“ Passage mit Läufen, Trillermotiven und Melodielinien in halben Noten mit Tremolobegleitung. In Takt 23 ist die Dominante A-Dur erreicht. Eine Zäsur kündigt das zweite Thema an. Dieses kontrastiert in seinem eher kammermusikalischen Charakter (piano, überwiegend nur Streicher beteiligt) zur vorangegangenen „lärmenden“ Passage. Das Thema besteht aus drei Figuren: der Frage-Antwort-Wendung, dem wiederholten Motiv mit fallender Sexte in halben Noten und der Aufwärts-Bewegung im punktierten Rhythmus. Die Schlussgruppe ab Takt 32 ist mit ihren Läufen in den Violinen ähnlich virtuos wie der vorige Abschnitt gehalten. Die Exposition endet in Takt 37 und wird wiederholt.
Die Durchführung beginnt überraschenderweise als überleitungsartige Rückführung zur Tonika D-Dur. Tatsächlich tritt dann kurz der Kopf vom ersten „Thema“ als Scheinreprise auf (Takt 43/44), ehe die eigentlichen Veränderungen einsetzen: Der gerüstartige Akkordschlag vom Satzanfang wird variiert und mit Tremolo unterlegt (Takt 45 bis 47), das Motiv aus Takt 20 der Exposition wird nach h-Moll geführt, und die Takte 52 bis 54 bringen ein neues Unisono-Motiv mit teilweise großen Intervallsprüngen. Virtuose Läufe führen dann zum Eintritt der Reprise in Takt 60.
Die Reprise entspricht strukturell der Exposition. Auch Durchführung und Reprise werden wiederholt.

### Zweiter Satz: Andante
G-Dur, 2/4-Takt, 95 Takte
Der Satz ist nur für Streicher gehalten und durch auf- und absteigende Sekundketten sowie Vorhalte gekennzeichnet („Seufzermotivik“). Im ersten Thema sind zunächst die 2. Violine und die Viola mit einem Auftaktmotiv und absteigenden Sekundketten stimmführend über einem ausgehaltenen Liegeton der 1. Violine. Mit dem Pendelmotiv ab Takt 6 wechselt die Stimmführung dann in Takt 7 in die 1. Violine. Ab Takt 11 setzt eine längere Passage mit absteigenden Sekundketten und betontem Vorhalt ein, die aufwärts sequenziert wird. In Takt 25 wechselt die Stimmführung kurzzeitig wieder in die Mittelstimmen und den Bass unter ausgehaltenem Liegeton der 1. Violine. Ein Abschnitt mit Trillern und Forte-Piano – Kontrasten führt zur kurzen Schlussgruppe. Die Exposition wird wiederholt.
Der Mittelteil („Durchführung“) greift das Auftaktmotiv vom ersten Thema als Variante mit dynamischen Kontrasten (forte-piano) auf und geht dann wiederum in eine Sequenz der Sekundketten mit Vorhalt über, wobei diese durchgehende Sechzehntelbewegung fortgesponnen wird. Die Reprise setzt in Takt 63 ein und entspricht strukturell der Exposition. Auch Mittelteil und Reprise werden wiederholt.

### Dritter Satz: Presto
D-Dur, 3/8-Takt, 127 Takte
Wie für eine Sinfonie dieser Zeit typisch, ist der letzte Satz als leichtgewichtiges „Kehraus“ angelegt. Er beginnt forte mit dem achttaktigen lebhaften Thema mit Verzierungen (Triole, Triller). Das Thema besteht aus zwei Viertaktern, die Violinen sind parallel geführt. Der erste Viertakter wird wiederholt, dann setzt ab Takt 13 eine kontrastierende, ruhigere Piano-Passage der Streicher ein, die zur Dominante A-Dur führt. Ein weiterer Forte-Block ab Takt 20 greift die Triolenfigur des Anfangstaktes auf. Nach einem Viertonmotiv aus vier ganztaktigen Noten mit Echowirkung (Wiederholung im Piano) folgt forte die Schlussgruppe mit ihrer dreitaktigen, wiederholten Wendung.
Der Mittelteil („Durchführung“) führt über ständiger Tonwiederholung im Bass auf A zunächst Elemente des Anfangsthemas weiter (Rhythmus mit Triole und Trillerwendung). Dann folgt die ausführliche Variante der Piano-Streicherpassage entsprechend Takt 13 mit Molltrübung. Die Reprise ab Takt 83 entspricht strukturell der Exposition. Exposition sowie Mittelteil und Reprise werden wiederholt.